# Де Фейс, Дэвид
Дэвид Де Фейс (англ. David DeFeis, род. 4 января 1962) — вокалист американской хэви-метал-группы Virgin Steele и единственный участник, входящий в её состав с момента образования в 1981 году.

## Биография
Родился на Лонг-Айленде, штат Нью-Йорк. Родители Дэвида — итальянцы, иммигрировавшие в США из Италии. Отец — актер, участвовавший в шекспировских постановках на Бродвее. Сестра Дэвида Дорин ДеФейс — известная оперная певица, проживающая на данный момент в Германии. Его вторая сестра Даная ДеФейс — певица рок-группы Stalk из Нью-Йорка.
Получил классическое образование по классу фортепиано, получил степень бакалавра в Университете штата Нью-Йорк в Стоуни-Брук по композиции.

## Музыкальная карьера
Первую свою рок-группу Дэвид создал в возрасте 11 лет. В Virgin Steele Дэвид пришёл по объявлению в газете. После ухода из группы Джека Старра, он фактически стал лидером группы и является автором большинства её песен.
Помимо творчества Virgin Steele, Дэвид создал три метал-оперы — «Клитемнестра» (1999), «проклятье Атрея» (2001) и «Лилит» (2005), которые были поставлены Вальтером Вейерсом в театре Швабен в Германии в городе Мемминген. «Лилит» также показывалась в Мюнхене.
В 2002 году Дэвид принял участие в проекте Avantasia.
В данный момент Дэвид вместе с бывшим барабанщиком Blind Guardian Томеном Штаухом и гитаристом Domain Акселем Риттом занимаются созданием новой рок-группы, которая будет играть эпический спид/пауэр-метал.

## Дискография

### Virgin Steele
- Virgin Steele (1982)
- Guardians of the Flame (1983)
- Noble Savage (1985)
- Age of Consent (1988)
- Life Among the Ruins (1993)
- The Marriage of Heaven and Hell Part I (1994)
- The Marriage of Heaven and Hell Part II (1995)
- Invictus (1998)
- The House of Atreus Act I (1999)
- The House of Atreus Act II (2000)
- Visions of Eden (2006)
- The Black Light Bacchanalia (2010)

## Личная жизнь
Сам ДеФейс женат и не имеет детей.
Дома у Дэвида живут четыре кошки, он любит красное вино и собирает антикварные мечи. Из музыки он предпочитает Вагнера, Дебюсси и Шопена. Из тяжелой музыки - Black Sabbath, Led Zeppelin. Один из самых любимых певцов Дэвида - легендарный Фредди Меркьюри, вокалист британской рок-группы Queen, он же, и оказал наибольшее влияние на Дэвида. Помимо Меркьюри, Дэвид отмечает влияние Роберта Планта и Дэвида Ковердейла, а также Дио и Яна Гиллана из Deep Purple.